# Зграда на Тргу краља Петра I 8-10 у Панчеву
Зграда на Тргу краља Петра I 8-10 у Панчеву (некадашњи Трг Бориса Кидрича) подигнута је око 1830. године и представља споменик културе у категорији непокретних културних добара од великог значаја.

## Архитектура зграде
Зграда позната и као "Штапска зграда", данашњи изглед је добила после 1894. године, када је према плановима грађевинара Карла Хефнера извршена адаптација, а купљена је од Римокатоличке црквене општине 1892. године. Једноставна грађевина са строго обрађеним фасадама, карактеристична за војне објекте, тада је добила декоративне елементе неоренесансе, који су нагласили репрезентативност објекта. Грађена је са основом у облику обрнутог ћириличног слова „П“, где главни део грађевине, према Тргу, има три куполе у облику зарубљене пирамиде. Куполе имају окулусе оивичене декоративним мотивима који се налазе на атици изнад ризалита. Врата и прозори се полукружно завршавају рустично изведеним лунетама. Рустиком су наглашена сва три ризалита који имају балконе са балустрадом у спратном делу. Прозори и врата посебно истакнутог централног ризалита полукружно се завршавају, док су сви остали прозорски отвори спратног дела правоугаоног облика са шамбранама. У северном крилу зграде осликани су сводови приземља и таваница степенишног дела сликарством из 1896. године.
Данас је зграда у функцији пословно-трговинског, угоститељског и галеријског простора. Конзерваторски радови на фасади изведени су 1982, на адаптацији унутрашњости зграде 1992. године и на објекту 2003–2004. године.